# 邓鸿勋
邓鸿勋（1931年1月—2019年12月21日），男，江苏无锡人，中华人民共和国政治人物。

## 生平
1947年，毕业于昆山中学，后入学江南大学。中华人民共和国成立后，供职于鞍山钢铁公司、本溪钢铁公司。1972年，改任江苏省镇江焦化厂厂长。1983年，改任镇江市人民政府市长。1985年，任中共无锡市委书记。1989年，任中共江苏省委副书记。1990年，升任中共海南省委书记。1992年，兼任海南省省人大常委会主任。1994年，改任国务院发展研究中心副主任等职。